# Hintereisferner

Kort 1899

Hintereisferner är en glaciär i Österrike. Den ligger i förbundslandet Tyrolen, i den västra delen av landet.
Den högsta punkten i närheten är Weißkugel, 3 738 meter över havet, väster om Hintereisferner.
Trakten runt Hintereisferner består i huvudsak av alpin tundra.